# Ангерни
Ангерни́ (фр. Anguerny) — коммуна во Франции, находится в регионе Нижняя Нормандия. Департамент коммуны — Кальвадос. Входит в состав кантона Крёлли. Округ коммуны — Кан.
Код INSEE коммуны — 14014.

## Население
Население коммуны на 2010 год составляло 768 человек.
| 1962 | 1968 | 1975 | 1982 | 1990 | 1999 | 2010 |
| ---- | ---- | ---- | ---- | ---- | ---- | ---- |
| 260  | 269  | 306  | 380  | 390  | 724  | 768  |

## Экономика
В 2010 году среди 537 человек трудоспособного возраста (15—64 лет) 385 были экономически активными, 152 — неактивными (показатель активности — 71,7 %, в 1999 году было 75,2 %). Из 385 активных жителей работали 356 человек (177 мужчин и 179 женщин), безработных было 29 (13 мужчин и 16 женщин). Среди 152 неактивных 71 человек были учениками или студентами, 62 — пенсионерами, 19 были неактивными по другим причинам.